# Ulica Morska w Braniewie
Ulica Morska w Braniewie – ulica Braniewa o długości ok. 700 m będąca częścią drogi powiatowej 1377N, prowadzącej do pobliskiej miejscowości Nowa Pasłęka oraz do brzegu Zalewu Wiślanego.

## Toponimia
Po przebudowie drogi w latach 1805–1824 ulica otrzymała nazwę Neue Dammstraße (czyli: ulica nowa wałowa), choć oficjalne nazwy nadano ulicom w Braniewie dopiero w 1845 roku. Ulicę Morską w XIX wieku określano również jako Koźlin garncarski (Töpperkoslin) w odróżnieniu od Koźlina rolniczego (Bauerköslin) skupiającego się wokół pl. Grunwaldu (wówczas Teichstraße). Po zagarnięciu władzy przez NSDAP (tzw. machtergreifung), w latach 1933–1935 roku nazwy poszczególnych ulic w Braniewie uległy zmianie. Zmiana dosięgła również Neue Dammstraße, którą przemianowano na SA-Straße. Po II wojnie światowej nowe oficjalne nazwy ulic w Braniewie nadano w 1947 roku i od tej pory jest to ulica Morska.

## Historia
Przebieg ulicy Morskiej w Braniewie prowadzi przez pierwszą lokalizację grodu. Na długo przed podbojem tego terenu przez zakon krzyżacki znajdowała się tu pruska osada Warmów o nazwie Brusebergue; osada położona w dogodnym miejscu, na wzgórzu, przy brodzie na Pasłęce i niedaleko ujścia rzeki do Zalewu Wiślanego. Przez ten bród wiódł w czasach starożytnych szlak handlowy. Potwierdzały to późniejsze znaleziska m.in. arabskich monet – również w tej okolicy. W 1261 wódz Warmów Glappo doszczętnie spalił gród w tej pierwszej lokalizacji. Gdy w 1273, po stłumieniu powstania Prusów, osadnicy powrócili, założyli gród w innym, bardziej obronnym miejscu, położonym „o dwa rzuty kamieniem pod prąd rzeki” (jak napisał kronikarz Piotr z Dusburga w 1326 roku).
Miasto szybko się rozwijało, zmuszając ludność do zakładania domostw poza murami. Tak już w XIII wieku w miejscu przebiegu ulicy Morskiej powstało przedmieście Koźlin (Köslin). Zabudowa nie była jednak zwarta, dużą część stanowiły stodoły, spichlerze i ogrody, część mieszkalna ograniczała się do okolicy skrzyżowania ul. Morskiej i PCK. Drewniana zabudowa i mieszkańcy przedmieścia byli narażeni na wiele niebezpieczeństw. Dzielnica Koźlin była trawiona wiele razy przez pożary. Tak na przykład 10 lipca 1626 ma tędy miejsce przemarsz wojsk króla Gustawa na Braniewo, dzielnica zostaje wówczas doszczętnie spalona.
Również w późniejszym okresie drewniana zabudowa padała wiele razy pastwą ognia. 15 września 1845 wielki pożar na przedmieściu Koźlin strawił skupisko budynków gospodarczych pomiędzy Teichstraße, Grüne Straße i Schulstraße. Pozytywnym następstwem pożarów była następująca po nich odbudowa, której towarzyszyła często zmiana charakteru kwartału z wiejskiego na miejski. Po pożarze 1845 jeden ze spalonych placów przeznaczono już na nowy budynek sądu, choć budowę jego rozpoczęto dopiero w 1878 roku.
Około roku 1805 nastąpiła rozbudowa tej ulicy od skrzyżowania z ulicą PCK w kierunku Zalewu Wiślanego. Mieszkańcy miasta otrzymywali tu na obrzeżach miasta działki budowlane w zamian za spalone lub zrujnowane domostwa w mieście, gdy plan zagospodarowania przestrzennego nie przewidywał ich odbudowy na starym miejscu. Także skarb państwa nabył tu w 1801 działkę, w oddaleniu od innych zabudowań miejskich przy odgałęzieniu drogi prowadzącej do młyna Arnolda, na której wybudował skład amunicji (Munitionswachthaus), który istniał do 1841. Później budynek został sprzedany, a straż i składy przeniesiono do Nowego Miasta (Königsbergstraße 12).
Z powodu dużego zagrożenia pożarem również rzemieślnicy garncarze osiedlali się w końcowej części tej ulicy – za skrzyżowaniem z ul. PCK po lewej stronie. Ich domy były niskie, a za nimi znajdowały się czynne piece garncarskie. Jednak wraz z dotarciem kolei do Braniewa (1852) i sprowadzaniem taniej porcelany ze Śląska cech ten zaczął podupadać. Po nastaniu tanich metalowych naczyń garncarstwo na Dammstraße zanikło zupełnie.
W XVIII wieku pod panowaniem pruskim Braniewo przeżywa fazę rozwoju gospodarczego. Wzdłuż ulicy Morskiej powstają potężne inwestycje. W roku 1854 – browar, w 1885 – fabryka cygar Zigarren- u. Tabakfabriken Loeser & Wolff, w 1879 – budynek sądu krajowego i rejonowego (choć pod adresem Am Stadtpark 2). W 1892 gimnazjum braniewskie otrzymało pomiędzy Neue Dammstraße a rzeką Pasłęką w kierunku kościoła św. Krzyża boisko sportowe o powierzchni ok. 1,4 ha. W podobnym czasie, w końcu XIX wieku, utworzono przy Neue Dammstraße nowy cmentarz Magdalenenfriedhof.
Mimo uprzemysłowienia miasta jeszcze w 1930 roku książka adresowa notuje znaczną liczbę stodół przy tej ulicy: na 57 numerowanych budynków tej ulicy wówczas stodoły zajmowały numery 1–7, 9, 17, 20/22 i 30.
Ulica ta do 1945 roku znajdowała się na osiedlu Koźlin, po wojnie jest to po prostu ulica miasta Braniewa, gdyż nowa administracja nie zachowała odrębność historycznej dzielnicy Koźlin. Po wojnie nie odtworzono też równoległej uliczki Gartenstraße, a jej działki wchłonęła ulica Morska, m.in. browar Bergschlößchen posiadał przed wojną adres przy Gartenstraße 10, a współcześnie ul. Morska 4.

## Niektóre obiekty przy ul. Morskiej

### Fabryka cygarLoeser & Wolff

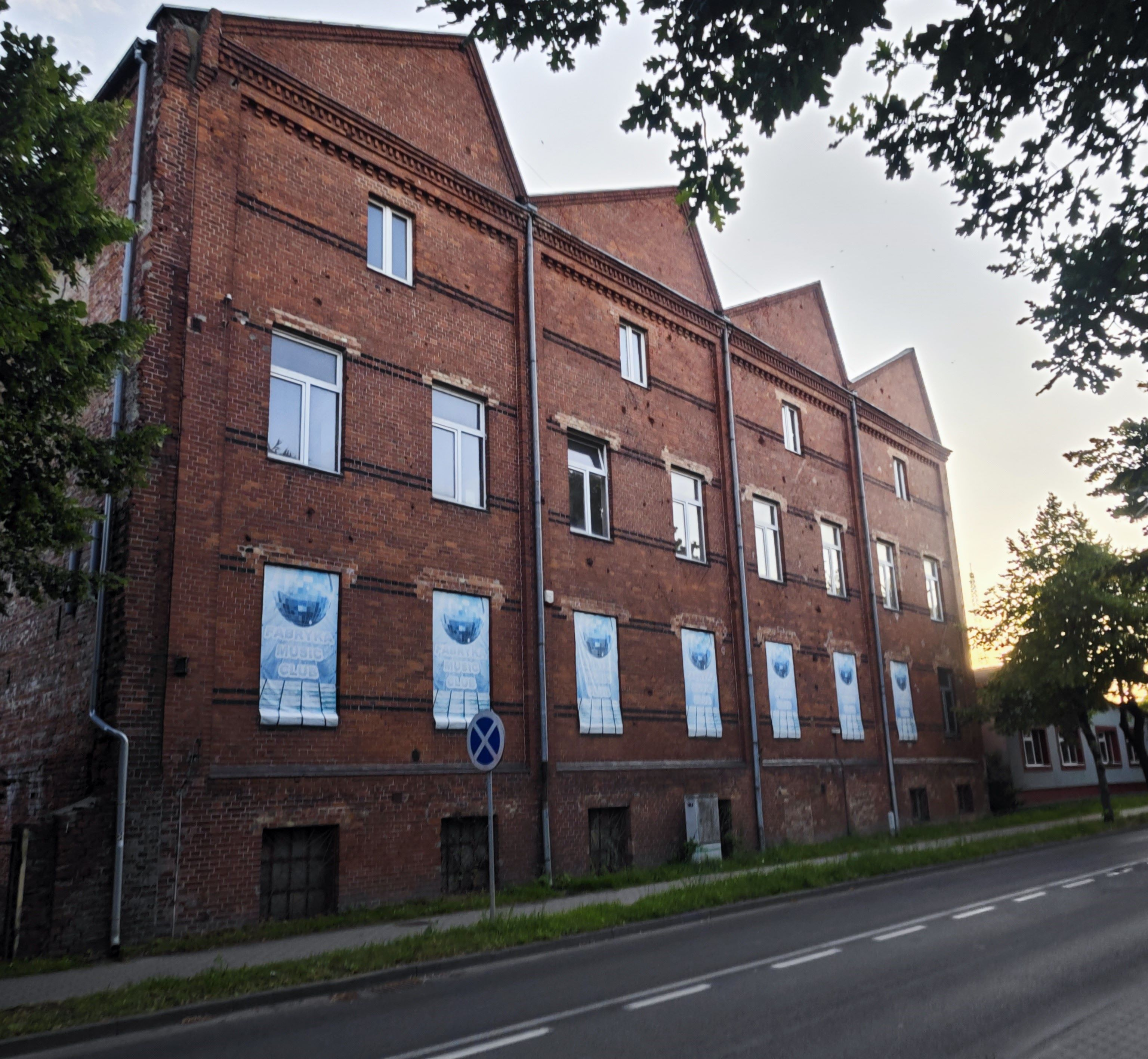
Wybudowana w Braniewie w 1885 filia fabryki cygar Loeser & Wolff, z charakterystycznym dachem schedowym, aby światło wpadało do hal produkcyjnych tylko od północy

Fabryka papierosów i wyrobów tytoniowych założona została 1 czerwca 1865 roku w Berlinie. W 1878 roku – poprzez wykupienie przez berlińskich przedsiębiorców, Bernharda Loesera i Carla Wolffa, udziałów w istniejącej już wcześniej w Elblągu małej firmy Jean Kohlweck & Co – przeniosła produkcję do Prus Wschodnich. Od końca lat siedemdziesiątych XIX w. firma zaczęła sukcesywnie się rozwijać. W 1880 roku zatrudniała 305 pracowników, a dziesięć lat później już 1235. W 1885 roku otwarto pierwszą filię fabryki cygar w Braniewie; następne w Malborku (1906) i Starogardzie Gdańskim (1910). Budynki miały charakterystyczne skonstruowane dachy schedowe (pilaste), ażeby światło wpadało do hal produkcyjnych tylko od strony północnej. Na przełomie XIX i XX wieku zakład zatrudniał ponad 3 tys. osób. Produkowano w nim rocznie około stu milionów cygar, dzięki czemu był w tamtym okresie największą fabryką cygar w Europie. Firma eksportowała swoje produkty do wielu krajów Europy, a także do Afryki i Azji, nawet do dalekiej Japonii. Okres największego rozkwitu firmy przypadł na początek XX wieku – kiedy to firma zatrudniała niemalże 4 tysiące pracowników. Słynęła przede wszystkim z produkcji cygar, które były wytwarzane ręcznie i to wyłącznie przez kobiety. Szczyt produkcji przypadł na lata I wojny światowej, głównie w związku z zamówieniami dla wojska. Firma w połowie lat dwudziestych posiadała w całych Niemczech 120 punktów sprzedaży swoich wyrobów, zarówno detalicznej, jak i hurtowej. Braniewska filia istniała do 1945, po wojnie budynek pełnił różne funkcje niezwiązane z pierwotnym przeznaczeniem.
W Niemczech firma „Loeser & Wolff“ przestała istnieć dopiero 30 czerwca 1983 roku.

### Browar Braniewo

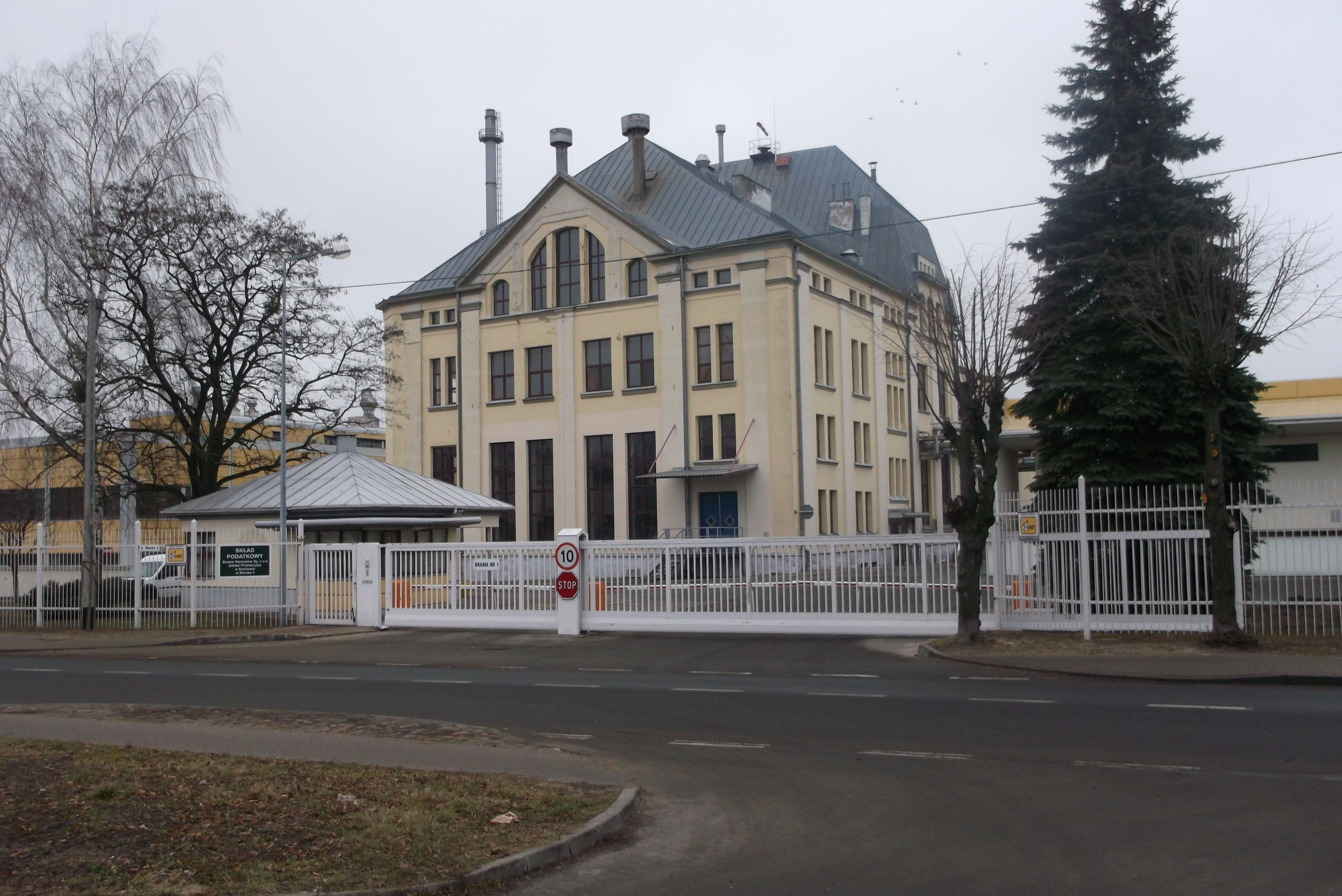
Browar przy ul. Morskiej

Browar w Braniewie został założony w 1854 przez Jacoba von Roy. Rozwój browaru możliwy był przez ciągłe skupowanie przez właściciela znajdujących się tu stodół i ogrodów. W roku 1871 browar, po przejęciu od kolejnego właściciela Carla Mückenbergera, przekształcono w spółkę akcyjną pod nazwą Bergschlößchen-Aktien-Bier-Brauerei. Do końca II wojny światowej browar działał jako spółka akcyjna. Specjalnością browaru były pilznery i piwo pszeniczne. W 1927, z powodu silnej konkurencji na rynku piwowarskim, browar braniewski wszedł do dużej spółki akcyjnej, gdzie największym udziałowcem był szczeciński koncern Ruckforth, skupiającej browary z Królewca, Wystruci i Tylży. Pod koniec II wojny światowej, po wkroczeniu Armii Czerwonej do miasta, browar uległ zniszczeniu. Został odbudowany w latach 1962–1965. Później wchodził m.in. w skład Elbląskich Zakładów Piwowarskich, w latach 1992–1993 w skład firmy Elbrewery Co. Ltd. Dzięki inwestycjom nowego właściciela zmodernizowano zakład i rozpoczęto w nim produkcję popularnej marki piwa EB.
Pod koniec lat 90. XX wieku zakład zakupiła spółka Grupa Żywiec S.A. W 2001 Grupa Żywiec zaprzestała produkcji piwa w Braniewie i w 2003 sprzedała zakład firmie produkującej soki owocowe Dr Witt S.A. W 2006 browar został zakupiony przez przedsiębiorcę z Elbląga, Andrzeja Konończuka. Właściciel przedsiębiorstwa PPUH Chemikals powołał spółkę Browar Braniewski Sp. z o.o. i wznowił produkcję piwa marki Barkas. W 2007 browar braniewski rozpoczął promocję marki piwa Batory. W 2014 roku zakład został kupiony przez Browar Namysłów Sp. z o.o.
Od 1 kwietnia 2019 należał do Grupy Żywiec. 21 grudnia 2020 spółka Van Pur odkupiła od Grupy Żywiec Browar Braniewo. Van Pur S.A. przejęła 100 procent udziałów w spółce Browar Braniewo Sp. z o.o., prawa do marek „Kuflowe”, „Braniewo” oraz „Jasne, że Pełne”, a także nieruchomości i aktywa związane z produkcją tych piw w browarze. Braniewski browar do warzenia piwa wykorzystuje wodę oligoceńską z własnych ujęć głębinowych znajdujących się na terenie zakładu. Woda ta, zwana artezyjską, swoją pierwotną czystość zawdzięcza okresowi powstania – ponad 20 mln lat temu. Czerpana jest z własnego ujęcia głębinowego na głębokości 110–160 metrów i posiada bardzo dobre parametry do produkcji piwa.

### Cmentarz przy ul. Morskiej w Braniewie

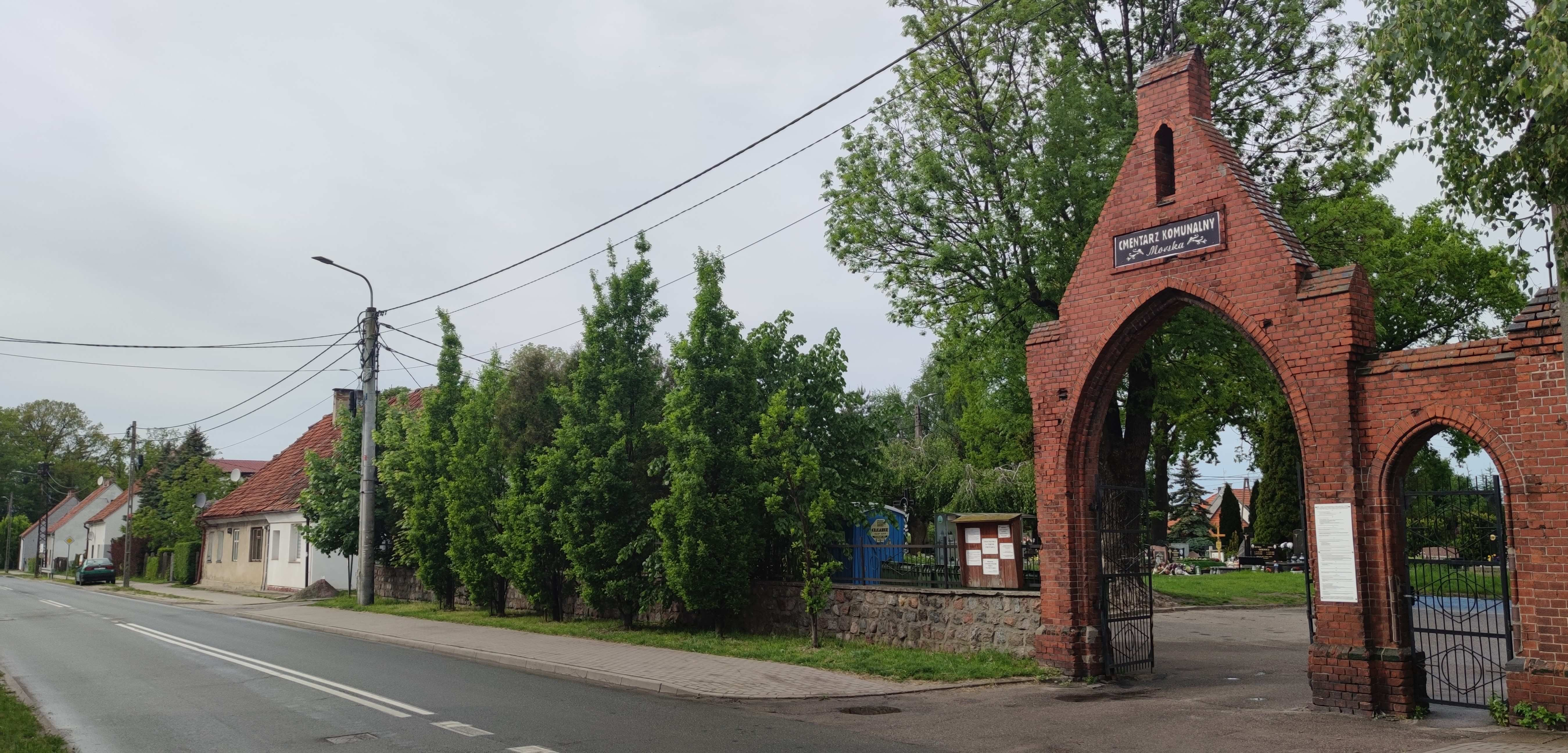
Przedwojenna brama do cmentarza

Cmentarz powstał pod koniec XIX wieku, jako kolejny cmentarz w mieście, gdyż brakowało już miejsca na pochówki na cmentarzu św. Jana, zaś pochówki na cmentarzu św. Katarzyny utrudniały po opadach zalegające wody gruntowe. Do 1945 roku nazywany był także „nowym cmentarzem” (neuer Friedhof) w przeciwieństwie do cmentarza św. Katarzyny określanego jako stary (alter Friedhof).
Ogrodzenie cmentarza od strony ulicy Morskiej tworzą: mur z kamienia z kratą metalową oraz zachowana przedwojenna brama wjazdowa, będące zabytkami architektury. Drogi wewnętrzne na cmentarzu są to alejki wyłożone kostką. Zachowany został układ zieleni wysokiej. Cmentarz posiada jedno ujęcie wody z sieci wodociągowej.
Do II wojny światowej na cmentarzu znajdował się pomnik (Kriegerdenkmal) pamięci poległych żołnierzy w I wojnie światowej w latach 1914/1915 i tu pochowanych. Była to mała kapliczka wykonana z piaskowca z miedzianym dachem hełmowym, w niej rzeźba Matki Boskiej Bolesnej (łac. Mater Dolorosa). Kapliczka była autorstwa znanego elbląskiego rzeźbiarza Heinricha Splietha (1877–1929). Po wojnie niezachowana. Po II wojnie światowej rozplantowano na nowo teren cmentarza, likwidując wszystkie przedwojenne nagrobki. Współcześnie na cmentarzu jest urządzonych 3219 miejsc grzebalnych. Cmentarz jest niemal w całości wypełniony grobami, a pochówki odbywają się do grobów istniejących lub likwidowanych.

### Kapliczka przydrożna

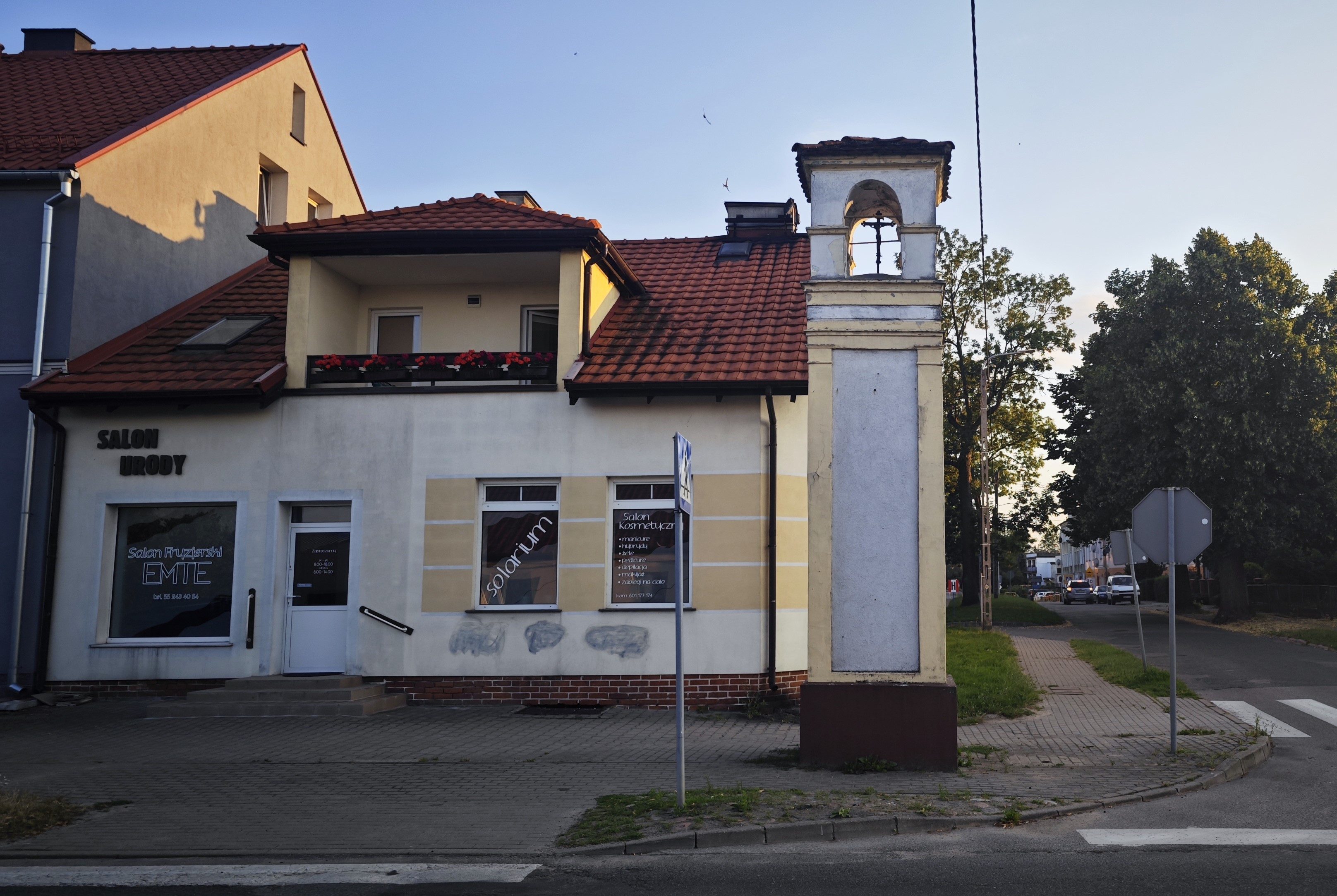
Kapliczka przy skrzyżowaniu ul. Morskiej i PCK

Położona jest przy skrzyżowaniu ulicy Morskiej i PCK. Kapliczka klasycystyczna na planie kwadratu, tynkowana, z detalem architektonicznym. Pilastry opinające naroża dźwigają belkowanie dzielące kondygnacje. Nakryta jest czterospadowym daszkiem. W górnej kondygnacji prześwit, we wnętrzu znajduje się krucyfiks. Kapliczka powstała w swojej współczesnej formie nie wcześniej niż w XVIII wieku lub w początkach XIX w., przed wojną była wpisana do miejskiego rejestru zabytków (pod nr. bież. 11).
W XX wieku była parokrotnie obiektem różnych zatargów. Gdy w 1919 elektryfikacja dotarła do Braniewa, a w 1924/1925 wybudowano własną elektrownię w mieście, coraz gęstsza sieć przesyłowa zaczęła oplatać ulice miejskie, często na nią nakładała się również sieć telefoniczna. Podczas układania linii energetycznej wykorzystano jako punkt zaczepowy tę wysoką kapliczkę. Tak jak w XXI wieku wywołuje oburzenie wykorzystywanie obiektów sakralnych jako maszty przesyłowe, tak też nowa funkcja tejże kapliczki wzbudziła sprzeciw w tamtym okresie. 20 stycznia 1930 konserwator zabytków w Królewcu wystosował pisemny protest do magistratu miasta w tej sprawie. Urząd w odpowiedzi z dnia 14 października tegoż roku wskazywał m.in., że w obrębie tego skrzyżowania znajduje się już 5 (!) masztów przesyłowych energii elektrycznej oraz telefonicznych, a znajdująca się na kapliczce lampa dodaje jej jeszcze walorów. Konserwator jeszcze w tym roku ponowił swój protest, który doprowadził do usunięcia w 1931 mocowań linii przesyłowych i latarni z kapliczki oraz do odmalowania jej.
Kolejny raz los kapliczki stał się zagrożony kilka lat później. W czerwcu 1937 magistrat miejski skierował pismo do konserwatora zabytków o przeniesienie jej w inne miejsce, z powodu występowania na tej trasie dużego natężenia duchu drogowego, a położenie kapliczki przy drodze miałoby go znacząco utrudniać. Rzeczywisty powód, dlaczego położona blisko drogi kapliczka miałaby przeszkadzać, mógł być jednak zupełnie inny. Druga połowa lat 30. to okres panoszenia się wszechwładnej dyktatury NSDAP, zaś ulica nosiła już od paru lat znaczące imię: SA-Straße. Podobna sytuacja w mieście miała miejsce przy reprezentacyjnym A.-Hitler-Platzu (pl. Piłsudskiego), gdy w 1938 burmistrz miasta Hans-Georg Petrusch wystąpił do konserwatora zabytków o zgodę na usunięcie obelisku poległych żołnierzy, który nie pasował do aktualnej polityki państwa i który wówczas skutecznie usunięto.
Kapliczka ta jednak przetrwała tę zawieruchę i wojnę i stoi nadal w swojej lokalizacji, nie wzbudzając współcześnie już takich emocji jak w okresie międzywojennym.

## Galeria zdjęć

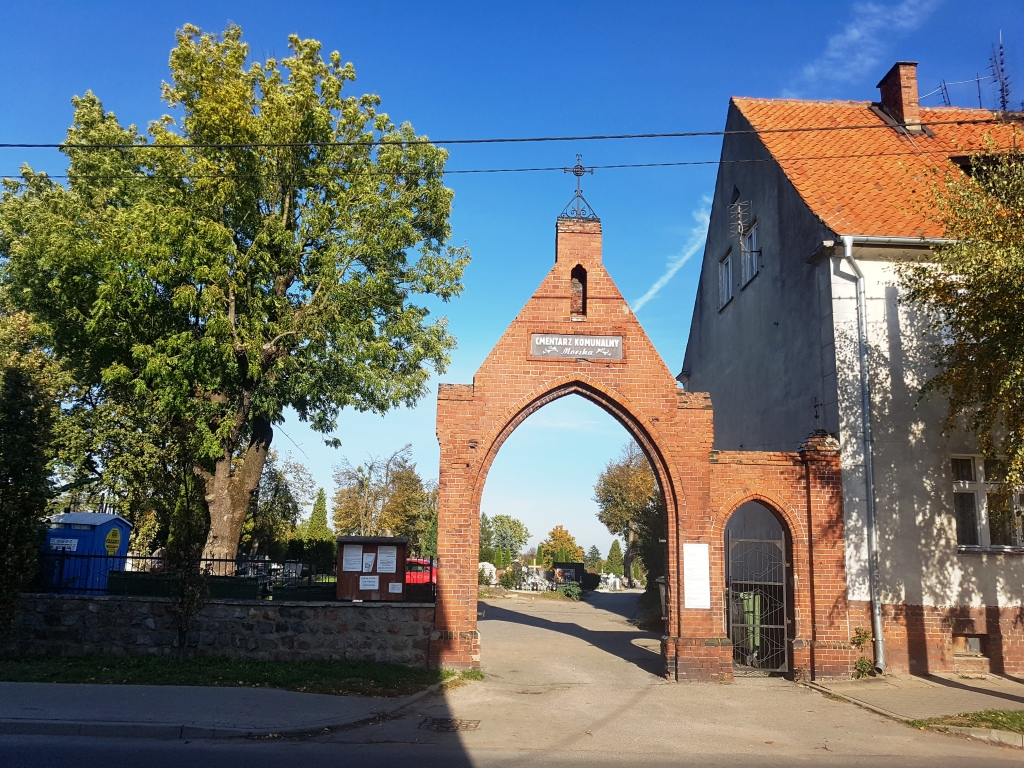
Brama cmentarza św. Magdaleny
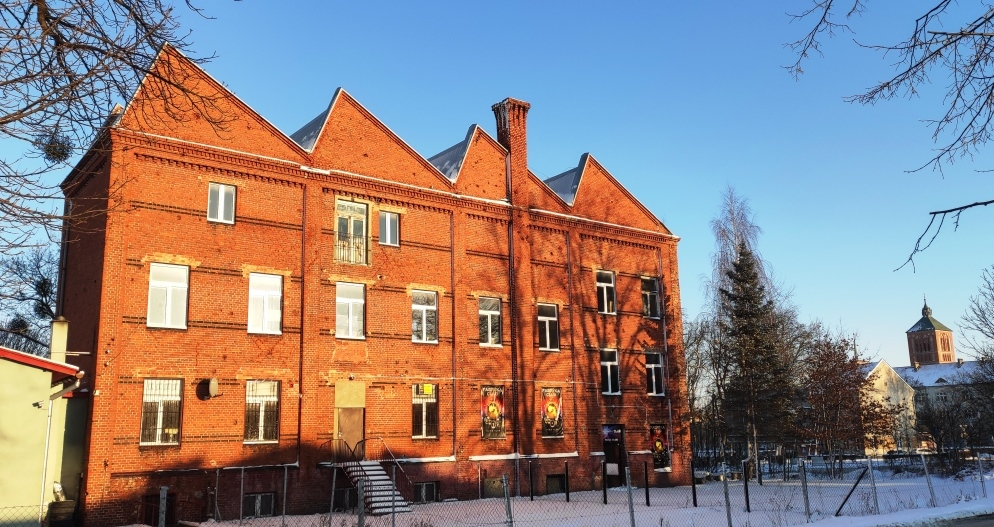
Fabryka cygar z dachem schedowym
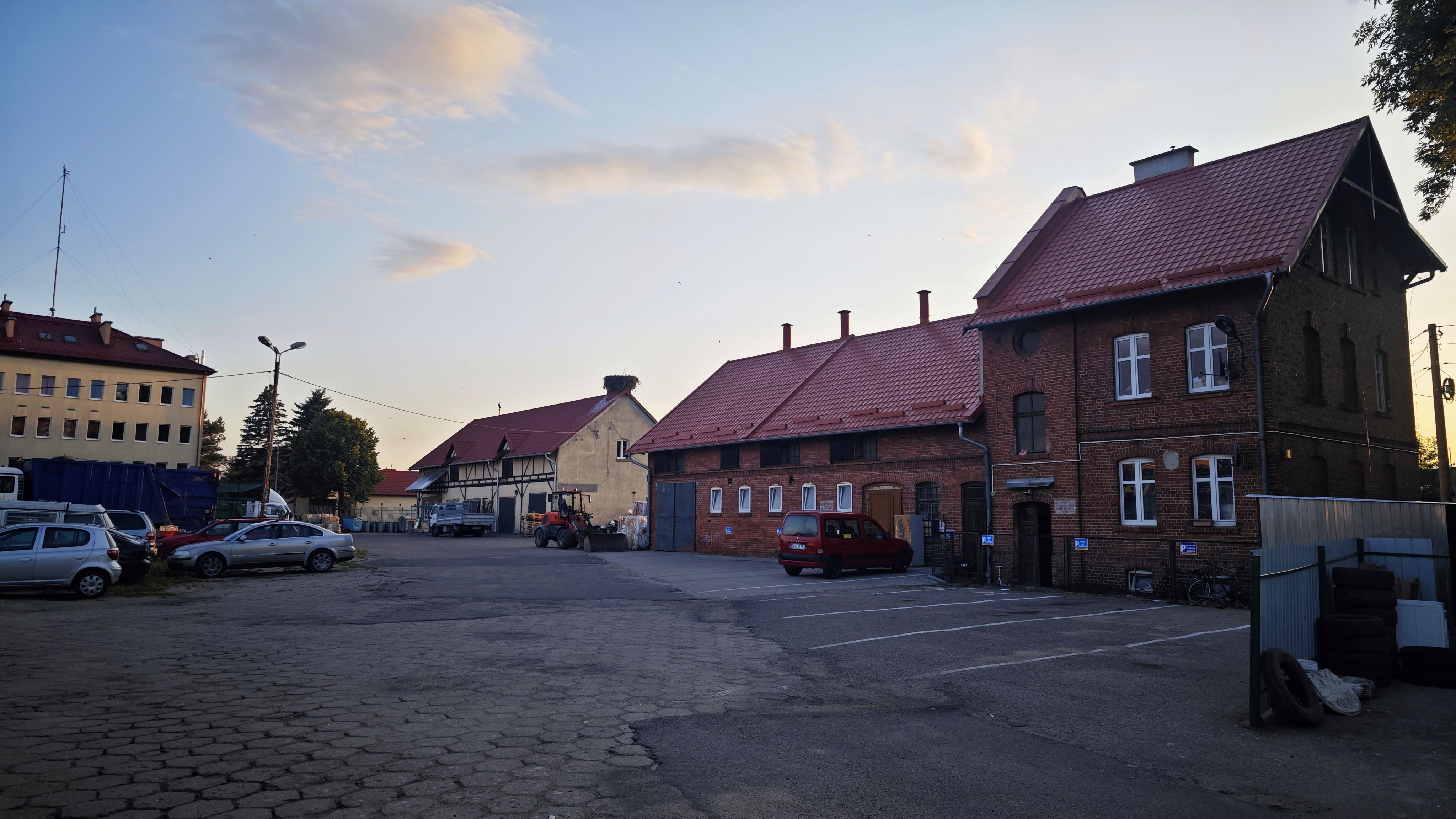
Morska 55, MPGIEKA, przed wojną miejski skład materiałów budowlanych
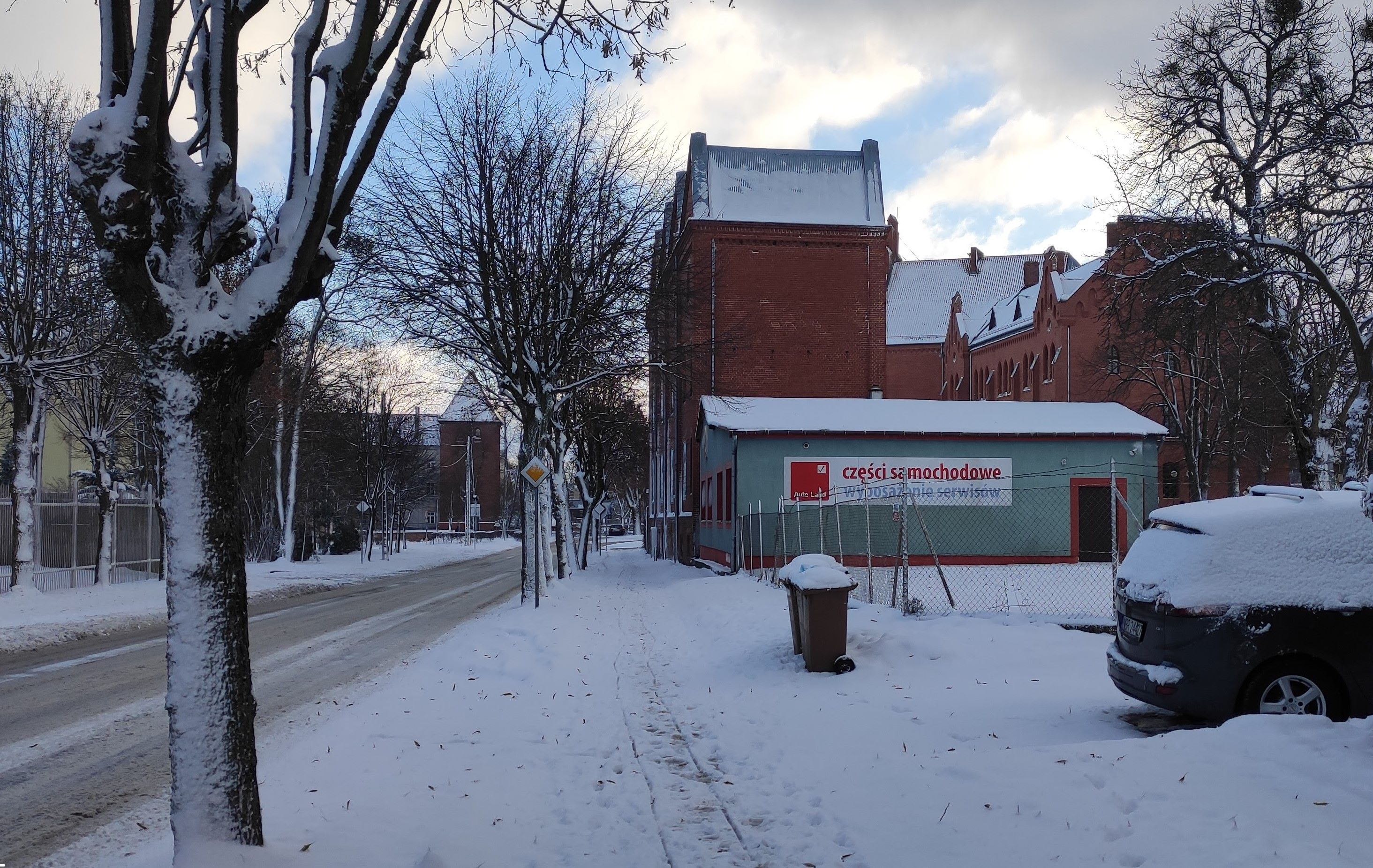
Widok zimą – sąd, fabryka cygar i Wieża Klesza
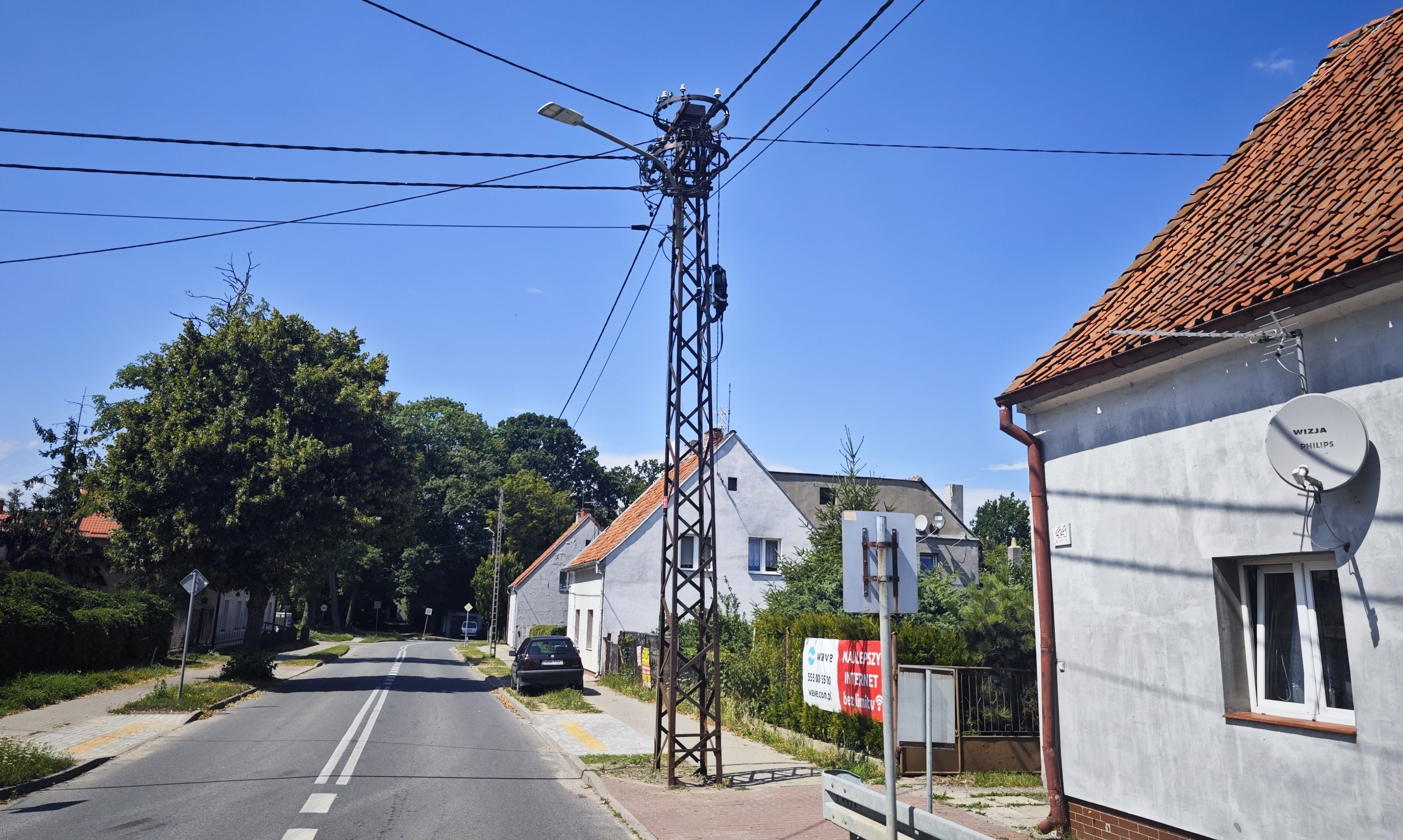
Końcowy fragment ulicy